# Brandbergia haringtoni
Genre
Espèce
Brandbergia haringtoni, unique représentant du genre Brandbergia, est une espèce de scorpions de la famille des Bothriuridae.

## Distribution
Cette espèce est endémique de la région d'Erongo en Namibie. Elle se rencontre à 1 650 m d'altitude dans le massif du Brandberg.

## Description
La femelle holotype mesure 42,14 mm

## Étymologie
Cette espèce est nommée en l'honneur d'Alexis Harington.

## Publication originale
- Prendini, 2003 : A new genus and species of bothriurid scorpion from the Brandberg Massif, Namibia, with a reanalysis of bothriurid phylogeny and a discussion of the phylogenetic position of Lisposoma Lawrence. Systematic Entomology, vol. 28, p. 1–24 (texte original).